# Piotr Lis
Piotr Konrad Lis (ur. 1979) – polski ekonomista, dr hab. nauk ekonomicznych, profesor uczelni Instytutu Ekonomii Uniwersytetu Ekonomicznego w Poznaniu.

## Życiorys
W 2003 ukończył studia ekonomiczne  w Akademii Ekonomicznej w Poznaniu, 26 października 2007 obronił pracę doktorską Polityka państwa w zakresie finansowania inwestycji mieszkaniowych, 6 maja 2016 habilitował się na podstawie pracy zatytułowanej Cykle mieszkaniowe. Rola rynku i państwa. Otrzymał nominację profesorską. Został zatrudniony na stanowisku profesora nadzwyczajnego w Katedrze Polityki Gospodarczej i Samorządowej na Wydziale Ekonomii Uniwersytetu Ekonomicznego w Poznaniu.
Piastuje funkcję profesora uczelni w Instytucie Ekonomii na Uniwersytecie Ekonomicznym w Poznaniu.